# 深圳云海驿站
云海驿站是位于中國广东省深圳市盐田区三洲田森林公园的觀景台建筑，位于380米高的马峦山顶，主持建筑师为孟凡浩。以类扎哈·哈迪德的白色流线型设计成为了盐田区的地标之一。

## 设施
建筑内有休息室、公共厕所以及咖啡廳、書店等设施，在当地炎热的气候下为登山客提供冷气以休憩。